# Xanthoparmelia ajoensis
Xanthoparmelia ajoensis är en lavart som först beskrevs av T. H. Nash, och fick sitt nu gällande namn av Egan. Xanthoparmelia ajoensis ingår i släktet Xanthoparmelia och familjen Parmeliaceae. Inga underarter finns listade i Catalogue of Life.